# Tanna – Eine verbotene Liebe
Tanna – Eine verbotene Liebe (Originaltitel: Tanna) ist ein australisch-vanuatisches romantisches Filmdrama von Martin Butler und Bentley Dean aus dem Jahr 2015. Der Film spielt auf der Insel Tanna im Südpazifik und beleuchtet die wahre Geschichte eines Paares, das beschlossen hat, aus Liebe zu heiraten und sich den Erwartungen der Eltern widersetzt. Der Film mit Marie Wawa und Mungau Dain basiert auf einem tatsächlichen Heiratskonflikt.
Tanna war der erste Film, der vollständig in Vanuatu gedreht wurde. Bei den 72. Internationalen Filmfestspielen von Venedig gewann der Film den Publikumspreis Pietro Barzisa und Bentley Dean den Fedeora-Preis für die beste Kamera (Sektion Settimana Internazionale della Critica). Der Film wurde als australischer Beitrag für den besten fremdsprachigen Film bei der 89. Oscar-Verleihung ausgewählt und im Januar 2017 für die Auszeichnung nominiert.

## Handlung
Auf der Insel Tanna im Südpazifik, 1987: Zwei kleine Stämme folgen noch dem sog. Kastom, ihrer Stammeskultur, die nur arrangierte Ehen vorsieht. Die junge Wawa des Yakel-Stammes liebt heimlich Dain, den Enkel und designierten Nachfolger des Stammesältesten, der ihre Liebe erwidert, in einer Zeremonie wird sie offiziell zur Frau erklärt. 
Wawas kleine Schwester Selin versucht, ihre Grenzen auszuloten, stiehlt einem kleinen Jungen seine Penishülle (Namba), läuft damit in den Wald und dringt dabei in die „verbotene Zone“ ein, in der vor einigen Jahren Mitglieder der Yakel von Angehörigen des Imedin-Stammes, darunter auch Dains Eltern, massakriert worden waren. Um Selin zu disziplinieren, unternimmt ihr Großvater, der gleichzeitig der Schamane des Stammes ist, mit ihr eine Wanderung und erklärt ihr, warum sie sich zukünftig anders verhalten muss, führt sie schließlich zum ersten Mal an die spirituelle Stätte von Yahul auf einem aktiven Vulkan. Dort wird er von zwei Kämpfern der Imedin angegriffen, sie glauben, dass er schuld an ihrer letzten Missernte sei. Nachdem sie ihn mit Keulen bewusstlos geschlagen haben, lassen sie ihn tödlich verletzt zurück. Selin flüchtet und holt Hilfe bei ihrem Stamm, dieser bringt den im Sterben liegenden Schamanen zurück. Die Befürchtung ist nun groß, dass sie alle nun ohne ihn noch verwundbarer sein werden. 
Die Imedin werden daher ins Dorf der Yakel gerufen, um Frieden zu schließen, allein Dain lehnt eine Versöhnung ab und will weiterhin Rache für seine ermordeten Eltern. Um den Frieden zu sichern, soll, wie es die Tradition vorgibt, eine Mischehe zwischen Angehörigen der Stämme stattfinden. Es wird vereinbart, dass Wawa einen jungen Imedin heiratet. 
Dain und Wawa führen jedoch ihre geheime Liebesbeziehung fort. Die älteren Frauen verstehen Wawas Wunsch nach einer Liebesheirat, versuchen jedoch, sie von dieser arrangierten Ehe zu überzeugen, da die Sicherheit, ja das Überleben des ganzen Stammes, daran hängt, zudem habe keine von ihnen je ihre arrangierte Ehe bereut. Wawa entgegnet, dass sie bereits mit Dain geschlafen habe, sie also für die Imedin nun ohnehin inakzeptabel sei. Dain wird zur Strafe dafür aus dem Dorf verbannt und die Ältesten beschließen, den Imedin zu verschweigen, dass Wawa nicht mehr jungfräulich ist, sie fordern diese weiterhin dazu auf, endlich der Ehe zuzustimmen. Ihr Vater verweist auf die Ehe der englischen Queen mit Prinz Philip, und behauptet, nicht wahrheitsgemäß, diese sei arrangiert gewesen und die Liebe habe sich erst später eingestellt. 
Wawa schließt sich aber Dain in der Verbannung an. Bei einem benachbarten Stamm können sie nicht unterkommen, da dieser dafür die Zustimmung ihrer eigenen Stämme will, dann überlegen sie, sich einer Gruppe von Christen anzuschließen, diese tragen westliche Kleidung, legen aber ein derart merkwürdiges, fast irre wirkendes, Verhalten an den Tag, dass sie davon sofort wieder Abstand nehmen und beschließen, allein im Wald zu leben. Der Stamm der Imedin sucht nach ihnen, um Dain zu töten, der der Yakel, um die beiden davor zu warnen. Als Letztere sie auffinden und wieder einmal verzweifelt Wawa bitten, der Ehe zuzustimmen, sie alle zu retten, weigert sie sich weiterhin, Dain zu verlassen, obwohl ihr klar ist, dass dieser die Rache der Imedin nicht wird überleben können. Die beiden beschließen schließlich, gemeinsam zu sterben und töten sich mit dem Verzehr von Giftpilzen. 
Dies beeindruckt beide Stämme so sehr, dass sie, im Bewusstsein dessen, dass sie nur noch kleine Reste ihrer Stammeskultur darstellen, um ihre Zukunft bangen, die ihre jungen Leute werden tragen müssen: sie fürchten, dass diese ihnen bei unverändertem Kastom vielleicht in zu großer Anzahl abhandenkommen würden, die Veränderung der modernisierten Welt um sie herum ist ihnen natürlich nicht verborgen geblieben. So beschließen beide Stämme, Liebesheiraten einzuführen. Auch schließen sie nun endlich Frieden miteinander, da ihnen die Gefahr bewusst ist, sich sonst schlimmstenfalls gegenseitig auszurotten.

## Produktion
Die Dreharbeiten für den Film fanden zur Gänze in und rund um das Dorf Yake auf der Insel Tanna statt. Der Co-Regisseur und Kameramann Bentley Dean lebte für sieben Monate gemeinsam mit seiner Familie auf Tanna. Der Großteil der Darsteller spielten ihre eigenen Rollen. Die Rolle von Dain wurde vom Stamm der Yakel ausgewählt, da er als attraktivster Mann des Stammes galt. Die Dialoge im Film wurden in den Sprachen Nauval und Nafe gedreht, die von den Yakel gesprochen werden. Die Darsteller betrachteten die Dreharbeiten nicht als schwierig, da ihre Rollen „das darstellten, was wir in unserem täglichen Leben gewohnt waren“. Um den Darstellern zu zeigen, was von ihnen erwartet wurde, wurde ihnen im Vorfeld der australische Film 10 Kanus, 150 Speere und 3 Frauen gezeigt.
Dies ist die dritte Zusammenarbeit von Martin Butler und Bentley Dean nach den Dokumentarfilmen Contact und First Footprints. Dean kam 2003 nach Vanuatu, um eine Geschichte über die John Frum-Bewegung für die Fernsehsendung Dateline zu recherchieren, und wollte dorthin zurückkehren, um etwas Größeres zu schaffen. Dean wollte eine lokale Geschichte erzählen und seinen Kindern die Möglichkeit geben, im Dorf zu leben, und entwickelte im Zuge dessen die Handlung in Zusammenarbeit mit den Yakel.